# Henrique Eduardo Alves
Henrique Eduardo Lyra Alves (Río de Janeiro, 9 de diciembre de 1948) es un empresario y político brasileño, fue ministro de Turismo en la gestión interina del presidente Michel Temer. A pesar de estar formado en Derecho por la UFRJ y casas de campo oficiales del Gobierno Federal hayan informado que el entonces ministro del turismo es abogado, su nombre no consta en ninguna de las seccionáis de la OAB como inscrito en el cuadro de abogados. Fue diputado federal por 11 mandatos consecutivos por el Río Grande del Norte y presidente de la Cámara de los Diputados de 2013 a 2015. Fue el ministro de Turismo de 16  de abril de 2015 a 28 de marzo de 2016. Tras la admisión del proceso de revocación de la presidenta Dilma Rousseff, el nuevo presidente en funciones, Michel Temer, lo nombró ministro de Turismo el 12 de mayo de 2016.

## Datos personales
Hijo de Aluízio Alves e Ivone Lyra Alves. Fue alumno de Derecho del Centro de Enseñanza Unificada de Brasilia (UniCEUB), pero se trasladó a la Universidad Federal de Río de Janeiro donde se graduó en 1972. Además de político y empresario, es uno de los propietarios del Sistema Cabugi de comunicación, del que forman parte la TV Cabugi, afiliada de la Red Globo en Río Grande del Norte, la Radio Globo Natal, la Radio Difusora de Mossoró y el periódico Tribuna do Norte, del cual es presidente.

## Carrera política
Después del cese de su padre por el Ato Institucional Número Cinco (1969), Henrique Eduardo Alves resuelve seguir carrera política e ingresa en el Movimiento Democrático Brasileño (MDB). Sale elegido diputado federal en 1970, 1974 y 1978. Después de la extinción del bipartidarismo en el Gobierno de João Figueiredo, ingresó en el PP en 1980 y allí permaneció hasta que sus integrantes decidieron incorporarse al Partido del Movimiento Democrático Brasileño (PMDB). Henrique Eduardo Alves fue elegido presidente del directorio provincial, resultando diputado federal en 1982.
En su nuevo mandato, votó a favor de la enmienda Dante de Olivo en 1984 y por Tancredo Neves en el Colegio Electoral de 1985. Después de una nueva victoria en 1986, participó de la Asamblea Nacional Constituyente que elaboró la Constitución de 1988, reeligiéndose en 1990. En esa legislatura votó a favor del proceso de impeachment del presidente Collor de Melo. Obtuvo nuevos mandatos en 1994, 1998, 2002, 2006 y 2010 llegando al puesto de líder del PMDB, función que desempeñó de 2007 a 2013, cuando fue elegido Presidente de la Cámara de Diputados.
Sobrino de los políticos Garibaldi Alves y Agnelo Alves, hermano de la exdiputada Ana Catarina Alves y primo de Garibaldi Alves Filho y Carlos Eduardo Alves, concurrió dos veces a las elecciones del Ayuntamiento de Natal, sin éxito: en 1988 fue derrotado por Wilma de Faria, y en 1992 por Aldo Tinoco. Durante parte del segundo gobierno de Garibaldi Alves Filho, fue Secretario de Gobierno.
Por el tiempo que estuvo en la Cámara de Diputados, empató en once mandatos con Ulysses Guimarães y está detrás de Manoel Novaes, que tiene doce.

## Ministerio del Turismo
El 16 de abril de 2015, fue propuesto por la presidenta Dilma Rousseff para el cargo de ministro de Turismo de Brasil. Confirmado en el 2 de octubre de 2015, permaneció en el cargo hasta el 28 de marzo de 2016, y salió coincidiendo con la salida del Gobierno del PMDB, la base aliada del PT, que ocurrió el día siguiente. Tras su salida del ministerio, fue nombrado ministro de Turismo Alessandro Teixeira, pero tuvo que dimitir a las dos semanas. Desde el 12 de mayo de 2016, Henrique Eduardo Alves volvió al cargo de ministro de Turismo.

## Operación Lava Jato
Henrique Alves vio envuelto su nombre en la Operación Lava Jato, a partir de la declaración del arrepentido Alberto Youssef, por lo que pasó a ser investigado por el MPF. Su nombre está incluido en la lista del PGR, popularmente conocida como la lista de Janot. El 15 de diciembre de 2015, con una nueva fase de la Operación Lava Jato, bautizada como Operación Catilinarias, el Supremo Tribunal Federal de Brasil, a través del ministro Teori Zavascki, autorizó búsquedas por la Policía Federal en la casa de Henrique Alves.
En septiembre de 2017, el procurador general de Brasil denunció Henrique Alves por acciones ilícitas a cambio de sobornos.